# Liste der Kulturgüter in Glarus
Die Liste der Kulturgüter in Glarus enthält alle Objekte in der Gemeinde Glarus im Kanton Glarus, die gemäss der Haager Konvention zum Schutz von Kulturgut bei bewaffneten Konflikten, dem Bundesgesetz vom 20. Juni 2014 über den Schutz der Kulturgüter bei bewaffneten Konflikten sowie der Verordnung vom 29. Oktober 2014 über den Schutz der Kulturgüter bei bewaffneten Konflikten unter Schutz stehen.
Objekte der Kategorien A und B sind vollständig in der Liste enthalten, Objekte der Kategorie C fehlen zurzeit (Stand: 1. Januar 2023).

## Kulturgüter
| Foto | | Objekt                                                                                       | Kat. | Typ | Standort                                                                                                   | Beschreibung |
| ---- | --- | -------------------------------------------------------------------------------------------- | ---- | --- | --- | ------------ |
| ja   | Datei hochladen · Wikidata zu Fabrikkomplex Jenny & Co. mit Comptoir und nachträglich versetztem Hänggiturm (Q29479628) | Fabrikkomplex Jenny & Co. mit Comptoir und nachträglich versetztem Hänggiturm KGS-Nr.: 02676 | A    | G   | Ennenda, Fabrikstrasse 7–9 724370 / 210877                                                                 |              |
| ja   | Datei hochladen · Wikidata zu Ehemalige Höhere Stadtschule (Q29479626)                                                  | Ehemalige Höhere Stadtschule KGS-Nr.: 02690                                                  | A    | G   | Glarus, Hauptstrasse 60 723752 / 211331                                                                    |              |
| ja   | Datei hochladen · Wikidata zu Gerichtshaus mit Seitenpavillons (Q29479630)                                              | Gerichtshaus mit Seitenpavillons KGS-Nr.: 02691                                              | A    | G   | Glarus, Spielhof 6 723734 / 211397                                                                         |              |
| ja   | Datei hochladen · Wikidata zu Haus Brunner im Sand (Q29479634)                                                          | Haus Brunner KGS-Nr.: 02692                                                                  | A    | G   | Glarus, Schützenhausstrasse 9 723765 / 211093                                                              |              |
| ja   | Datei hochladen · Wikidata zu Haus in der Wiese (Q29479637)                                                             | Haus in der Wiese KGS-Nr.: 02693                                                             | A    | G   | Glarus, Wiesli 5 723447 / 211404                                                                           |              |
| BW   | Datei hochladen · Wikidata zu Haus Schuler-Ganzoni mit Parkanlage (Q29479640)                                           | Haus Schuler-Ganzoni mit Parkanlage KGS-Nr.: 02694                                           | A    | G   | Glarus, Gerichtshausstrasse 58 723507 / 211250                                                             |              |
| ja   | Datei hochladen · Wikidata zu Kunsthaus Glarus (Gebäude) (Q1393563)                                                     | Kunsthaus Glarus (Gebäude) KGS-Nr.: 02696                                                    | A    | G   | Glarus, Im Volksgarten 3 724086 / 211022                                                                   |              |
| ja   | Datei hochladen · Wikidata zu Stadtkirche Glarus (Q685406)                                                              | Reformierte Stadtkirche mit reformiertem und katholischem Pfarrhaus KGS-Nr.: 02698           | A    | G   | Glarus, Sandstrasse 723625 / 211191                                                                        |              |
| ja   | Datei hochladen · Wikidata zu Bahnhof und Güterschuppen, Lokomotiv-Remisen und Drehscheibe Glarus (Q5846306)            | Bahnhof und Güterschuppen, Lokomotiv-Remisen und Drehscheibe KGS-Nr.: 02701                  | A    | G   | Glarus, Schweizerhofstrasse 2 / Im Volksgarten 2, 4 724086 / 211165                                        |              |
| ja   | Datei hochladen · Wikidata zu Kantonales Zeughaus (Q29479641)                                                           | Kantonales Zeughaus KGS-Nr.: 02724                                                           | A    | G   | Glarus, Landstrasse 38 723414 / 211630                                                                     |              |
| ja   | Datei hochladen · Wikidata zu Kraftwerk am Löntsch (Q29479643)                                                          | Kraftwerk am Löntsch KGS-Nr.: 02786                                                          | A    | G   | Netstal, Risi 33 722350 / 212980                                                                           |              |
| ja   | Datei hochladen · Wikidata zu Stählihaus (Q1427003)                                                                     | Stählihaus KGS-Nr.: 02791                                                                    | A    | G   | Netstal, Grünhag 30, 30a 722349 / 213201                                                                   |              |
| BW   | Datei hochladen | Naturwissenschaftliche und archäologische Sammlungen des Kantons Glarus KGS-Nr.: 08597       | A    | S   | Glarus, Burgstrasse 723640 / 211654                                                                        |              |
| BW   | Datei hochladen · Wikidata zu Landesarchiv des Kantons Glarus (Q14847933)                                               | Landesarchiv Glarus KGS-Nr.: 08804                                                           | A    | S   | Glarus, Gerichtshausstrasse 25 723747 / 211339                                                             |              |
| BW   | Datei hochladen · Wikidata zu Bibliothek der G.T. Mandl-Stiftung (Q27481290)                                            | Bibliothek der G. T. Mandl-Stiftung KGS-Nr.: 09301                                           | A    | S   | Netstal, Kreuzbühlstrasse 68 723045 / 213866                                                               |              |
| ja   | Datei hochladen · Wikidata zu Landesbibliothek Glarus (Q1274754)                                                        | Landesbibliothek Glarus KGS-Nr.: 09331                                                       | A    | S   | Glarus, Hauptstrasse 60 723753 / 211322                                                                    |              |
| BW   | Datei hochladen · Wikidata zu Altstadt, mittelalterliche/neuzeitliche Stadt (Q29479624)                                 | Glarus, mittelalterlich-neuzeitliche Stadt KGS-Nr.: 09609                                    | A    | F   | Glarus 723950 / 211300                                                                                     |              |
| ja   | Datei hochladen · Wikidata zu Messmerhaus (Q29712333)                                                                   | Messmerhaus KGS-Nr.: 02674                                                                   | B    | G   | Ennenda, Köhlhof 4 724886 / 210494                                                                         |              |
| ja   | Datei hochladen · Wikidata zu Altes Schulhaus (Q29711928)                                                               | Altes Schulhaus KGS-Nr.: 02675                                                               | B    | G   | Ennenda, Schulhausstrasse 3a 724705 / 210458                                                               |              |
| ja   | Datei hochladen · Wikidata zu Gemeindehaus (Q29711967)                                                                  | Gemeindehaus KGS-Nr.: 02677                                                                  | B    | G   | Ennenda, Poststrasse 2a 724571 / 210445                                                                    |              |
| ja   | Datei hochladen · Wikidata zu Haus Sunnezyt (Q29712126)                                                                 | Haus Sunnezyt KGS-Nr.: 02680                                                                 | B    | G   | Ennenda, Obere Säge 2 724707 / 210647                                                                      |              |
| ja   | Datei hochladen · Wikidata zu Häuserzeile am Kirchweg (Q29712176)                                                       | Häuserzeile am Kirchweg KGS-Nr.: 02681                                                       | B    | G   | Ennenda, Kirchweg 2–80 (gerade Hausnummern) 724531 / 210530                                                |              |
| ja   | Datei hochladen · Wikidata zu Reformierte Kirche Ennenda (Q16856214)                                                    | Reformierte Kirche Ennenda KGS-Nr.: 02683                                                    | B    | G   | Ennenda, Abläsch 1 724681 / 210500                                                                         |              |
| ja   | Datei hochladen · Wikidata zu Strassenzeile Alte Wiese (Q29712441)                                                      | Strassenzeile Alte Wiese KGS-Nr.: 02684                                                      | B    | G   | Ennenda, Wiesstrasse 6, 8 / Alte Wiese 1-13, 15-29, 2-16, 8-32 / Hohlensteinstrasse 10, 12 724732 / 210333 |              |
| ja   | Datei hochladen · Wikidata zu Villa Fontana (Q29712554)                                                                 | Villa Fontana KGS-Nr.: 02686                                                                 | B    | G   | Ennenda, Villastrasse 22 724434 / 210724                                                                   |              |
| ja   | Datei hochladen · Wikidata zu Villa Freuler (Q29712570)                                                                 | Villa Freuler KGS-Nr.: 02687                                                                 | B    | G   | Ennenda, Villastrasse 20 724482 / 210735                                                                   |              |
| ja   | Datei hochladen · Wikidata zu Villa Wartegg (Q29712585)                                                                 | Villa Wartegg KGS-Nr.: 02688                                                                 | B    | G   | Ennenda, Villastrasse 24 724382 / 210713                                                                   |              |
| ja   | Datei hochladen · Wikidata zu Landsgemeindeplatz (Q29712288)                                                            | Landsgemeindeplatz KGS-Nr.: 02697                                                            | B    | G   | Glarus, Zaunplatz 723821 / 211000                                                                          |              |
| BW   | Datei hochladen · Wikidata zu Gemeindehaus (Q29711982)                                                                  | Gemeindehaus KGS-Nr.: 02702                                                                  | B    | G   | Glarus, Gemeindehausplatz 5 723979 / 211127                                                                |              |
| BW   | Datei hochladen · Wikidata zu Hänggitürme Bleiche (Q29712017)                                                           | Hänggitürme Bleiche KGS-Nr.: 02703                                                           | B    | G   | Glarus, Bleichestrasse 65 722620 / 210977                                                                  |              |
| BW   | Datei hochladen · Wikidata zu Villa Herrenweg mit Remise (Q29712032)                                                    | Haus Egloff und Villa Klein KGS-Nr.: 02704                                                   | B    | G   | Glarus, Landstrasse 47 723270 / 211716                                                                     |              |
| ja   | Datei hochladen · Wikidata zu Haus Erlen (Q29712051)                                                                    | Haus Erlen KGS-Nr.: 02705                                                                    | B    | G   | Glarus, Waisenhausstrasse 3 723749 / 211003                                                                |              |
| BW   | Datei hochladen · Wikidata zu Haus Landammann Esaias Zweifel (Q29712084)                                                | Haus Landammann Esaias Zweifel KGS-Nr.: 02707                                                | B    | G   | Glarus, Bankstrasse 12 723921 / 211260                                                                     |              |
| BW   | Datei hochladen · Wikidata zu Haus Leuzinger-Paravicini (Q29712096)                                                     | Haus Leuzinger-Paravicini KGS-Nr.: 02708                                                     | B    | G   | Glarus, Oberdorfstrasse 16 723431 / 211260                                                                 |              |
| BW   | Datei hochladen · Wikidata zu Haus zur Stampf (Q29712159)                                                               | Haus zur Stampf KGS-Nr.: 02710                                                               | B    | G   | Glarus, Burgstrasse 28 723876 / 211328                                                                     |              |
| BW   | Datei hochladen · Wikidata zu Hotel Glarnerhof (Q29712191)                                                              | Hotel Glarnerhof KGS-Nr.: 02711                                                              | B    | G   | Glarus, Bahnhofstrasse 2 724027 / 211141                                                                   |              |
| BW   | Datei hochladen · Wikidata zu Hotel Sonne (Q29712208)                                                                   | Hotel Sonne KGS-Nr.: 02712                                                                   | B    | G   | Glarus, Rathausgasse 5 723754 / 211156                                                                     |              |
| BW   | Datei hochladen · Wikidata zu Iselihaus (Q29712225)                                                                     | Iselihaus KGS-Nr.: 02713                                                                     | B    | G   | Glarus, Landstrasse 12 723457 / 211471                                                                     |              |
| ja   | Datei hochladen · Wikidata zu Burgkapelle St. Michael (Q29712243)                                                       | Katholische Burgkapelle St. Michael KGS-Nr.: 02714                                           | B    | G   | Glarus, Auf der Burg 1a 723869 / 211558                                                                    |              |
| BW   | Datei hochladen · Wikidata zu Mercier-Haus (Q29712318)                                                                  | Mercier-Haus KGS-Nr.: 02716                                                                  | B    | G   | Glarus, Spielhof 12 723696 / 211443                                                                        |              |
| BW   | Datei hochladen · Wikidata zu Pfrundhaus (1930) (Q29712341)                                                             | Pfrundhaus KGS-Nr.: 02717                                                                    | B    | G   | Glarus, Oberdorfstrasse 42a 723209 / 211206                                                                |              |
| ja   | Datei hochladen · Wikidata zu Postgebäude (Q29712355)                                                                   | Postgebäude KGS-Nr.: 02718                                                                   | B    | G   | Glarus, Bahnhofstrasse 14–16 723880 / 211157                                                               |              |
| ja   | Datei hochladen · Wikidata zu Rathaus Glarus (Q29712368)                                                                | Rathaus KGS-Nr.: 02719                                                                       | B    | G   | Glarus, Rathausplatz 7 723784 / 211159                                                                     |              |
| BW   | Datei hochladen · Wikidata zu Trümpyhaus (Spielhof) (Q29712486)                                                         | Trümpyhaus (Spielhof) KGS-Nr.: 02720                                                         | B    | G   | Glarus, Spielhof 26 723584 / 211428                                                                        |              |
| BW   | Datei hochladen · Wikidata zu Waldschlössli (Q29712600)                                                                 | Waldschlössli KGS-Nr.: 02721                                                                 | B    | G   | Glarus, Bleichestrasse 60 722733 / 211170                                                                  |              |
| ja   | Datei hochladen · Wikidata zu Zaunschulhaus (Q29712616)                                                                 | Zaunschulhaus KGS-Nr.: 02723                                                                 | B    | G   | Glarus, Zaunplatz 36 723858 / 210928                                                                       |              |
| ja   | Datei hochladen · Wikidata zu Villa Spälty (Q29712536)                                                                  | Villa Spälty KGS-Nr.: 02785                                                                  | B    | G   | Netstal, Landstrasse 57 722746 / 213030                                                                    |              |
| ja   | Datei hochladen · Wikidata zu Fabrik Stöckli im Löntschen mit Hänggiturm (Q29711937)                                    | Fabrik Stöckli im Löntschen mit Hänggiturm KGS-Nr.: 02787                                    | B    | G   | Netstal, Landstrasse 17b 722621 / 213300                                                                   |              |
| ja   | Datei hochladen · Wikidata zu Katholische Kirche 3 Könige (Q29712259)                                                   | Katholische Kirche Drei Könige KGS-Nr.: 02788                                                | B    | G   | Netstal, Kirchweg 2a 722773 / 213623                                                                       |              |
| ja   | Datei hochladen · Wikidata zu Reformierte Kirche Netstal (Q16006135)                                                    | Reformierte Kirche Netstal KGS-Nr.: 02789                                                    | B    | G   | Netstal, Grünhag 2a 722631 / 213540                                                                        |              |
| ja   | Datei hochladen · Wikidata zu Rothaus (Q29712411)                                                                       | Rothaus KGS-Nr.: 02790                                                                       | B    | G   | Netstal, Rothausplatz 6 722759 / 213603                                                                    |              |
| ja   | Datei hochladen · Wikidata zu Löntschtobel-Brücke (Q29712303)                                                           | Löntschtobel-Brücke KGS-Nr.: 02802                                                           | B    | G   | Riedern, Klöntalerstrasse 720941 / 212170                                                                  |              |
| BW   | Datei hochladen · Wikidata zu Stoffmustersammlung der Familie Daniel Jenny & Co (Q29712425)                             | Stoffmustersammlung der Familie Daniel Jenny & Co KGS-Nr.: 08599                             | B    | S   | Ennenda, Mühlestrasse 8 724459 / 210839                                                                    |              |
| ja   | Datei hochladen · Wikidata zu Kunsthaus Glarus (Gebäude) (Q1393563)                                                     | Kunsthaus Glarus (Sammlung) KGS-Nr.: 08609                                                   | B    | S   | Glarus, Im Volksgarten 3 724086 / 211022                                                                   |              |
| ja   | Datei hochladen · Wikidata zu Fridlibrunnen im Oberdorf (Q29711949)                                                     | Fridlibrunnen im Oberdorf KGS-Nr.: 14930                                                     | B    | K   | Ennenda, bei Dorfstrasse 37 724957 / 210498                                                                |              |
| ja   | Datei hochladen · Wikidata zu Villa am südlichen Dorfeingang (Lerchenstrasse 1) (Q29712501)                             | Villa am südlichen Dorfeingang KGS-Nr.: 14931                                                | B    | G   | Netstal, Lerchenstrasse 1 722671 / 213040                                                                  |              |
| ja   | Datei hochladen · Wikidata zu Villa am südlichen Dorfeingang (Landstrasse 102) (Q29712520)                              | Villa am südlichen Dorfeingang KGS-Nr.: 14932                                                | B    | G   | Netstal, Landstrasse 102 722685 / 212990                                                                   |              |
| ja   | Datei hochladen · Wikidata zu Strassenzeile Neue Wiese (Q29712454)                                                      | Strassenzeile Neue Wiese KGS-Nr.: 16007                                                      | B    | G   | Ennenda, Wiesstrasse 12 / Neue Wiese 1-15, 2-10, 12-26, 28-36 / Hohlensteinstrasse 2-10 724786 / 210336    |              |
| ja   | Datei hochladen · Wikidata zu Sturmigenhaus (Q123198495)                                                                | Sturmigenhaus KGS-Nr.: 16421                                                                 | B    | G   | Ennenda, Sturmigen 5–11 724567 / 211055                                                                    |              |
| BW   | Datei hochladen | Ehemalige Stoffdruckerei KGS-Nr.: 16422                                                      | B    | G   | Glarus, Eichenstrasse 30 723360 / 211202                                                                   |              |